# Siiri Oviir

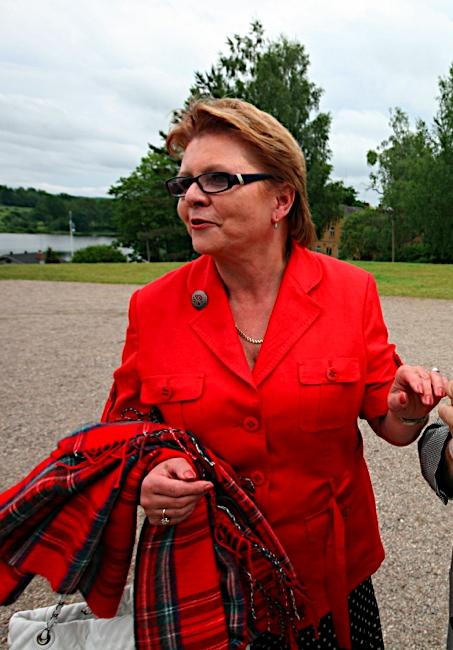
Siiri Oviir (2010)

Siiri Oviir (n. 3 noiembrie 1947, Tallinn) este o politiciană estonă, membru al Parlamentului European în perioada 2004-2009 din partea Estoniei.
1. 1 2 3 4  Siiri Oviir, Eesti spordi biograafiline leksikon, accesat în 7 octombrie 2024
2. ↑  Deputații în Parlamentul European
3. ↑   https://www.riigikogu.ee/tutvustus-ja-ajalugu/riigikogu-ajalugu/xiii-riigikogu-koosseis/juhatus-ja-liikmed/ Lipsește sau este vid: |title= (ajutor)